# Taapsee Pannu
Taapsee Pannu (Nuova Delhi, 1º agosto 1987) è un'attrice indiana.

## Filmografia parziale
- Jhummandi Naadam, regia di K. Raghavendra Rao (2010)
- Aadukalam, regia di Vetrimaran (2011)
- Vastadu Naa Raju, regia di Hemant Madhukar (2011)
- Mr. Perfect, regia di Dasaradh (2011)
- Vanthaan Vendraan, regia di R. Kannan (2011)
- Mogudu, regia di Krishna Vamsi (2011)
- Doubles, regia di Sohan Seenulal (2011)
- Chashme Baddoor, regia di David Dhawan (2013)
- Shadow, regia di Meher Ramesh (2013)
- Sahasam, regia di Chandra Sekhar Yeleti (2013)
- Arrambam, regia di Vishnuvardhan (2013)
- Baby, regia di Neeraj Pandey (2015)
- Kanchana 2, regia di Raghava Lawrence (2015)
- Dongaata, regia di Vammsi Kreshna (2015)
- Pink, regia di Aniruddha Roy Chowdhury (2016)
- Ghazi, regia di Sankalp Reddy (2017)
- Naam Shabana, regia di Shivam Nair (2017)
- Anando Brahma, regia di Mahi V Raghav (2017)
- Judwaa 2, regia di David Dhawan (2017)
- Dil Juunglee, regia di Aleya Sen (2018)
- Soorma, regia di Shaad Ali (2018)
- Mulk, regia di Anubhav Sinha (2018)
- Manmarziyaan, regia di Anurag Kashyap (2018)
- Badla, regia di Sujoy Ghosh (2019)
- Mission Mangal, regia di Jagan Shakti (2019)
- Saand Ki Aankh, regia di Tushar Hiranandani (2019)
- Game Over, regia di Ashwin Saravanan (2019)
- Thappad, regia di Anubhav Sushila Sinha (2020)

## Premi
Lista parziale:

- Filmfare Awards
  - 2020: "Critics Award for Best Actress" (Saand Ki Aankh)
- Screen Awards
  - 2020: "Best Actress (Critics)" (Saand Ki Aankh)
- International Indian Film Academy Awards
  - 2017: "Woman Of The Year" (Pink)
- Edison Awards
  - 2014: "Most Enthusiastic Performer-Female Award" (Arrambam)
- Zee Cine Awards
  - 2018: "Extraordinary Impact Award – Female" (Naam Shabana)
  - 2020: "Best Actor – Female" (Badla)
- Lux Golden Rose Awards
  - 2016: "Rising Star Of The Year" (Pink)
  - 2017: "Breakthrough Beauty Of The Year" (Naam Shabana)
  - 2018: "Breakthrough Beauty Of The Year" (Manmarziyaan)
- Femina Beauty Awards
  - 2019: "Style and Substance"
- GQ Style & Culture Awards 
  - 2019: "Excellence in Acting" (Manmarziyaa)
- South African Film and Television Awards
  - 2013: "Debut Actor of the Year – Female"
- Hindustan Times India's Most Stylish 
  - 2017: "Breakthrough Performer Of The Year (Female)"
  - 2018: "Rising Star of Style"
  - 2019: "Style Trailblazer"